# Bairros do Mónaco
O Principado de Mônaco é constituido de um município, A Comuna de Mônaco. A constituição de 1911 havia dividido o Principado em três comunas (Monaco, Monte-Carlo e La Condamine) mas o príncipe foi então acusado de « dividir para reinar » : na realidade o Conselho nacional foi algumas vezes suspenso até a adoção da constituição de 1962. Desta maneira, quem representava legitimamente os assuntos monegascos neste período era o Conselho comunal. Voltou-se a comuna única que está dividido em dez bairros ou quarteirões (quartiers, singular - quartier) que se podem ver na tabela abaixo:
Um décimo primeiro bairo "Le Portier" é atualmente em projeto e será construído em uma área ganha sobre mar. Seu custo é estimado entre 5 e 10 bilhões de euros. A entrega do novo bairro estava prevista para 2014, mas até 2018 não havia sido concluída.
- Monte Carlo
- Saint Roman
- Larvotto
- La Condamine
- Monaco-Ville
- Fontvieille
- La Colle
- Les Révoires
- Moneghetti
- Saint Michel
- Le Portier

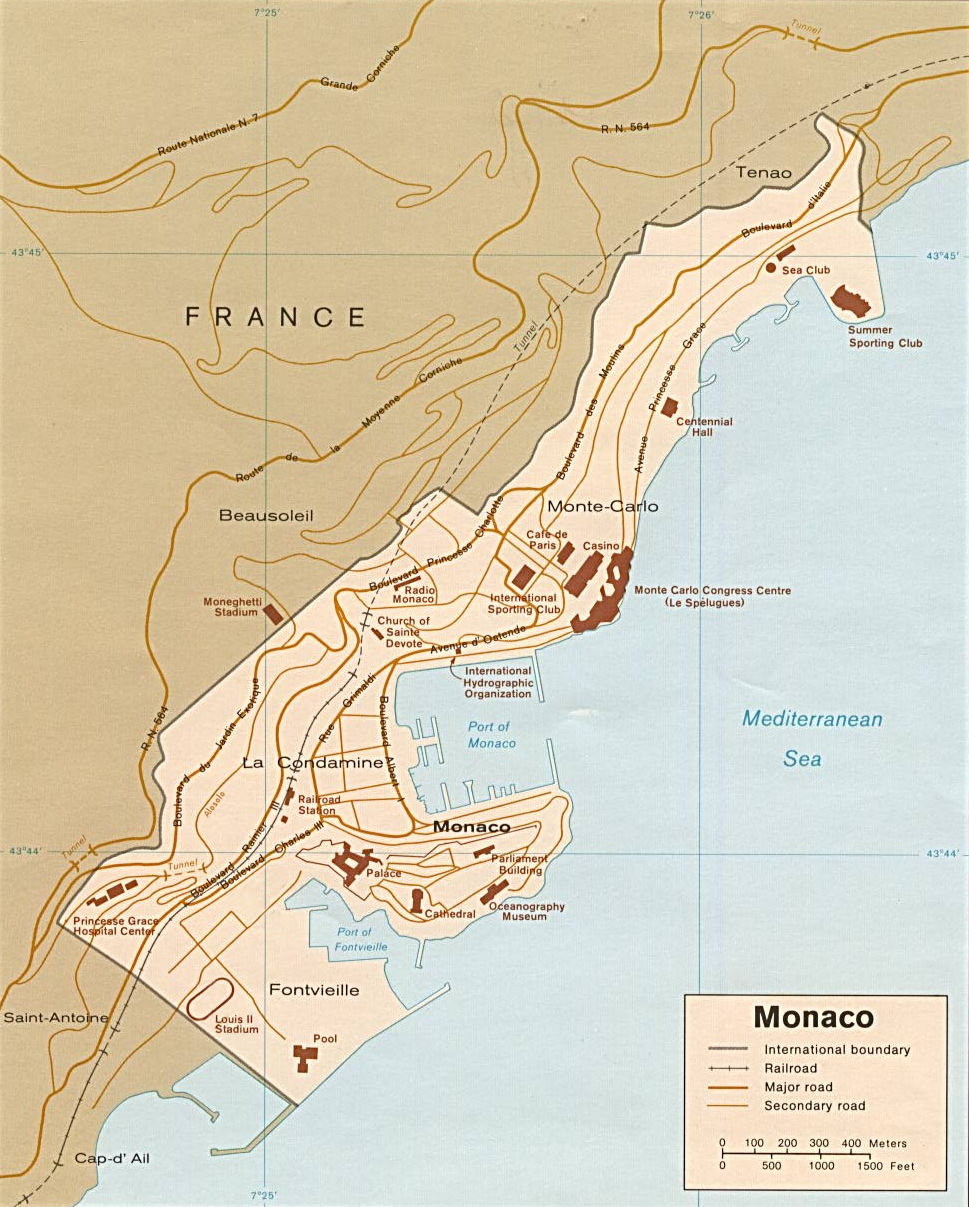
Mapa de Mónaco

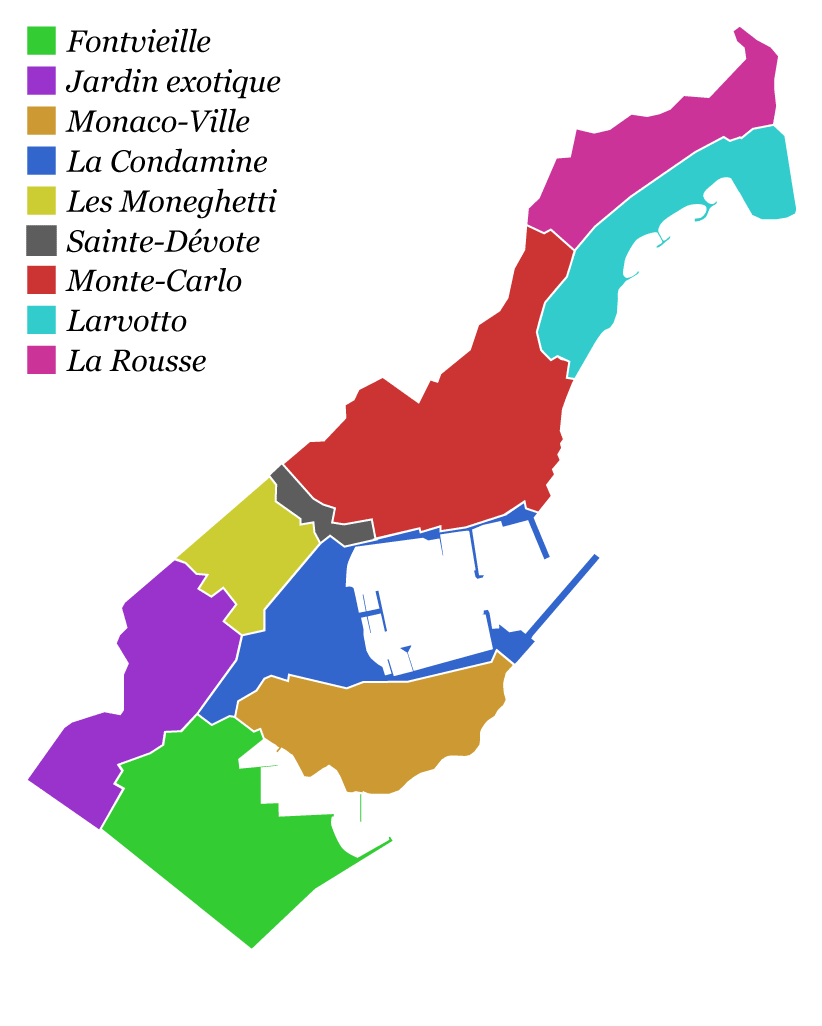
Mapa dos Bairros de Monaco

O quadro abaixo indica os diferentes bairros de Mônaco.
| Nr | Bairro                                                    | Àrea (m²)  | População (Censo de 2000) | Densidade Hab/km² | Curiosidades                                 |
| --- | --------------------------------------------------------- | ---------- | ------------------------- | ----------------- | -------------------------------------------- |
| Antigo município de Monaco |                                                           |            |                           |                   |                                              |
| 05 | Monaco Ville                                              | 184,750    | 1,034                     | 5597              | Cidade velha com o palácio                   |
| Antigo município de Monte Carlo |                                                           |            |                           |                   |                                              |
| 01 | Monte Carlo/Spélugues (Bd. Des Moulins-Av. de la Madone)  | 281,461    | 3,034                     | 10779             | Situa-se o casino e resorts.                 |
| 02 | La Rousse/ Saint Roman (Annonciade-Château Périgord)      | 105,215    | 3,223                     | 30633             | Situa-se a nordeste, incluindo Le Ténao      |
| 03 | Larvotto/Bas Moulins (Larvotto-Bd Psse Grace)             | 328,479    | 5,443                     | 16570             | zona leste, área de praias                   |
| 10 | Saint Michel (Psse Charlotte-Park Palace)                 | 142,223    | 3,807                     | 26768             | área residencial                             |
| Antigo município de La Condamine |                                                           |            |                           |                   |                                              |
| 04 | La Condamine                                              | 237,283    | 3,847                     | 16213             | Situa-se a noroeste, zona portuária          |
| 07 | La Colle (Plati-Pasteur-Bd Charles III)                   | 188,073    | 2,822                     | 15005             | Situado na fronteira ocidental com Cap d'Ail |
| 08 | Les Révoires (Hector Otto-Honoré Labande)                 | 75,747     | 2,515                     | 33203             | Possui um Jardim Exótico                     |
| 09 | Moneghetti/ Bd de Belgique (Bd Rainier III-Bd de Belgique | 107,056    | 3,003                     | 28051             |                                              |
| Novas terras conquistadas ao mar |                                                           |            |                           |                   |                                              |
| 06 | Fontvieille                                               | 324,157    | 3,292                     | 10156             | Iniciou-se em 1971.                          |
| 11 | Le Portier                                                | 140,000¹ ² | -                         | -                 | Planejada para 2014.                         |
| | Monaco                                                    | 1,974,444  | 32,020                    | 16217             |                                              |
| ¹Área ainda não incluída por ser uma proposta para entrar em funcionamento em 2014. ² Neste novo bairro serão construídos 275.000 m² de edificios residenciais, escritôrios, comércio, hotel, marina e equipamentos públicos. |                                                           |            |                           |                   |                                              |